# Krummsee (Bezirk Kufstein)
Der Krummsee ist ein 3,6 ha großer See im Tiroler Bezirk Kufstein. Er ist einer der drei Badeseen Kramsachs und einer der wärmsten Seen Tirols. Seine maximale Wassertiefe beträgt nur 2,4 Meter.
Südlich des Krummsees liegt der kleinere Buchsee, westlich befindet sich der Frauensee.